# Isetnofret
Izis-Nefert (egip. Piękna Izis) – druga spośród Wielkich Królewskich Małżonek Ramzesa II (razem z Nefertari, Maat-hor-NeferuRe, Bint-Anath i Nebettaui), matka jego następcy, Merenptaha.
W hierarchii Królewskich Małżonek zajmowała drugie, po Nefertari, miejsce, a po jej śmierci w około 24 roku panowania Ramzesa II otrzymała tytuł Wielkiej Małżonki Królewskiej, a jej córka Bint-Anath została drugą królową.
W porównaniu z Nefertari pozycja Isetnofret wydaje się być o wiele niższa. Nie jest znane żadne publiczne jej wystąpienie, które zostałoby uwiecznione, czy to poprzez inskrypcje czy też stele. Nie jest znany żaden kolosalny posąg, w którym byłaby uwieczniona wraz z Ramzesem. Nie wzniesiono dla niej również żadnej świątyni. Jednak jak później miało się okazać, to właśnie potomstwo Isetnofret osiągnęło dorosłość i objęło wysokie stanowiska w państwie. Po osiągnięciu godności Wielkiej Małżonki, Isetnofret również ukazała się na pomnikach. Na skalnej steli z Asuanu ukazano ją jako Wielką Małżonkę w towarzystwie synów: Ramzesa - ówczesnego następcy tronu, Chaemuaseta, i młodego Merenptaha oraz córki Bint-Anath. Na innej steli w kamieniołomie Silsila ukazano ją jako Wielką Małżonkę wraz z Bint-Anath jako drugą królową w towarzystwie synów Ramzesa, Chaemuaseta i Merenptaha.
Isetnofret zmarła około 34. roku panowania Ramzesa i została pochowana w Dolinie Królowych. Jej grobowiec nie został jak dotąd zidentyfikowany. O jego obecności w Dolinie świadczą zapiski robotników Królewskiego Grobowca w Deir el-Medina.
Po śmierci Isetnofret godność Wielkiej Małżonki otrzymała jej córka Bint-Anath, a drugą królową została córka Nefertari - Meritamon.
|                |    |     |          |
| \| \| \| \| \| |    |     |          |
|                |    |     |          |
| X1 · H8        | Q1 | F35 | D21 · X1 |

| X1 · H8 | Q1 | F35 | D21 · X1 |

|                |    |     |          |
| \| \| \| \| \| |    |     |          |
|                |    |     |          |
| X1 · H8        | Q1 | F35 | D21 · X1 |

| X1 · H8 | Q1 | F35 | D21 · X1 |

|                |    |     |          |
| \| \| \| \| \| |    |     |          |
|                |    |     |          |
| X1 · H8        | Q1 | F35 | D21 · X1 |

| X1 · H8 | Q1 | F35 | D21 · X1 |

|                |    |     |          |
| \| \| \| \| \| |    |     |          |
|                |    |     |          |
| X1 · H8        | Q1 | F35 | D21 · X1 |

| X1 · H8 | Q1 | F35 | D21 · X1 |

Urodziła Ramzesowi trzech synów i dwie córki (i prawdopodobnie jeszcze jednego syna i córkę):
- Książę Ramzes (2 syn Ramzesa),
- Książę Chaemuaset (4 syn Ramzesa), wielki kapłan Ptaha,
- Faraon Merenptah (13 syn Ramzesa), następca tronu,
- Księżniczka Bint-Anath, (1 córka Ramzesa), późniejsza żona Ramzesa II, jedna z czterech "wielkich małżonek królewskich",
- Księżniczka Isetnofret II (Izis-Nefert II), późniejsza żona Merenptaha,
- ?Książę Seti? (9 syn Ramzesa)
- ?Księżniczka Nebettaui?

Córce jej syna Chaemuaseta nadano na jej pamiątkę imię Isetnofret; czasami określa się ją jako Isetnofret III.